# Línia B del RER de l'Illa de França
La línia B de l'RER, més sovint anomenada simplement Rer B, és una línia de la réseau express régional d'Île-de-France que travessa l'àrea metropolitana de París de nord-sud, amb diverses ramificacions. Enllaça l'estació de Aéroport Charles-de-Gaulle 2 TGV (ramal B3) i Mitry — Claye cap al nord-est, a Robinson (ramal B2) i Saint-Rémy-lès-Chevreuse (ramal B4) al sud, passant pel cor de París.
És constituïda al sud per l'antiga línia de Sceaux que acabava a París a l'estació Luxembourg. Els treballs realitzats han permès connectar aquesta antiga terminal amb les vies de la Gare du Nord via Saint-Michel - Notre-Dame i Châtelet - Les Halles i d'interconnectar-lo amb la línia Paris — Mitry - Claye de la xarxa Nord. Aquesta línia permet accedir als dos terminals de l'aeroport de París - Charles de Gaulle.